# Apalachee
Cet article concerne la langue apalachee. Pour le peuple apalachee, voir Apalaches.
L‘apalachee est une langue muskogéenne parlée, au XVIIe siècle, aux États-Unis, dans les régions côtières du Nord-Ouest de la Floride. Elle est aujourd'hui éteinte.

## Histoire
Au XVIIe siècle, les Apalachees sont soumis par les Espagnols et christianisés. Mais en 1703, des colons anglais envahissent la région et massacrent de nombreux Appalachee, en déportant d'autres en esclavage. Les survivants se réfugient chez les Français, à Pensacola puis à Mobile. Ils s'installent plus tard en Louisiane. Un autre groupe s'était auparavant réfugié, dans la région de Veracruz, au Mexique, en 1763, lors de l'évacuation de la Floride par les Espagnols.
La langue nous est connue par un seul document, une lettre adressée au roi d'Espagne et signée par six chefs appalachee. Cela démontre l'existence d'un usage écrit de la langue, développé par les missionnaires jésuites et franciscains. Cependant, la rumeur persiste que d'autres documents en apalachee se trouveraient dans les archives de ces ordres à La Havane.

## Phonologie
Les phonèmes de l'apalachee sont les suivants: 

### Consonnes
|              |              | Labiale | Alvéolaire | Palatale | Vélaire | Glottale |
| ------------ | ------------ | ------- | ---------- | -------- | ------- | -------- |
| Occlusive    | Non-voisée   | p       | t          |          | k       |          |
| Occlusive    | Voisée       | b       |            |          |         |          |
| Affriquée    | Affriquée    |         |            | t͡ʃ       |         |          |
| Fricative    | centrale     | f       | s          |          |         | h        |
| Fricative    | latérale     |         | ɬ          |          |         |          |
| Nasale       | Nasale       | m       | n          |          |         |          |
| Latérale     | Latérale     |         | l          |          |         |          |
| Semi-voyelle | Semi-voyelle | w       |            | j        |         |          |

### Voyelles
L'apalachee a trois voyelles qui ont trois qualités : courtes, longues et nasales. Cependant les nasales n'apparaissent que dans les mots fléchis par des affixes.
|           | Antérieure | Antérieure | Antérieure | Centrale | Centrale | Centrale | Postérieure | Postérieure | Postérieure |
| --------- | ---------- | ---------- | ---------- | -------- | -------- | -------- | ----------- | ----------- | ----------- |
| Fermée    | i          | iː         | ĩ          |          |          |          |             |             |             |
| Mi-fermée |            |            |            |          |          |          | o           | oː          | õ           |
| Ouverte   |            |            |            | a        | aː       | ã        |             |             |             |